# アメリカ合衆国商務省経済分析局
アメリカ合衆国経済分析局（アメリカがっしゅうこくけいざいぶんせききょく、英：Bureau of Economic Analysis, BEA）は、アメリカ合衆国の経済についてのいくつかの重要な統計を提供する、アメリカ合衆国商務省の一機関である。

## 概要
アメリカ合衆国経済分析局（以下、「BEA」という。）の主要な責務は、アメリカ合衆国の会計収支の統計を維持継続することである。また、BEAはアメリカ合衆国の国内総生産（GDP）を四半期ごとに公表している。日本の内閣府においても、アメリカ合衆国のGDPの参照先の例として、BEAを紹介している。BEAの公表された使命は、適時で的を射た正確な経済データを、客観的で費用対効果の高い方法で提供して、アメリカ合衆国経済のより良き理解を促進することである。